# قاعدة تفتناز الجوية العسكرية
قاعدة تفتناز الجوية العسكرية هي قاعدة جوية للطائرات المروحية تقع جنوب بلدة تفتناز في محافظة إدلب شمال سوريا. يضم المطار في العادة حوالي 20 مروحية، وهو ثاني أكبر قواعد المروحيات العسكرية في سوريا.

## الحرب الأهلية السورية
شهدت قوات المطار عدة انشقاقات إبان الانتفاضة ضد الحكومة السورية، على غرار ما حدث في قوات الجيش بباقي أنحاء البلاد. وفي 14 من شباط سنة 2012 قام أفراد من كتيبة حذيفة الخطيب التابعة للجيش السوري الحر بقطع أسلاك الاتصالات الخاصة الممدَّدة تحت الأرض التي تغذي المطار، وبثوا فيديو على الإنترنت يظهر العملية.
كما شهد المطار - مع تنامي قوة كتائب الثوار في شمال سوريا - عدة هجمات من طرف الثوار في أواسط سنة 2012، وحسب لجان التنسيق المحلية في سوريا فقد نجح الجيش الحر خلال إحدى هذه الهجمات بإسقاط مروحية قرب المطار في 28 حزيران.
في 29 من آب سنة 2012 قامت كتائب أحرار الشام بالتعاون مع لواء الأمة وكتيبة أحمد عساف بشن هجوم غير مسبوق على المطار، مستعينين فيه بدبابتين كانوا قد غنموهما من القوات النظامية سابقاً. وقد قصف الثوار المطار باستخدام الدباباتين ومضادات الطائرات وبعض الأسلحة الثقيلة والمتوسطة الأخرى، ونجحوا - حسب أقوالهم - بتدمير وإعطاب 10 مروحيات من أصل حوالي 20 مروحية رابضة في المطار، بالإضافة إلى قتل وجرح حوالي 100 فردٍ من القوات النظامية، فيما خسروا هم مقاتلين وأصيب منهم ثلاثة آخرون. وقد استمرَّ الهجوم لمدة أربعين دقيقة، وانسحب بعده الثوار دون أن يسيطروا على المطار. وتبع العملية قصف شديد على بلدة تفتناز رداً على الهجوم.
سيطر الجيش السوري الحر بالتعاون مع عدة فصائل أخرى، لواء داوود، على المطار بعد حصار دام لأسابيع بتاريخ 9 يناير 2013.
أقامت القوات المسلحة التركية في 6 شباط / فبراير 2020 ، منشأة عسكرية في مقرات القاعدة الجوية حيث تقدمت القوات الحكومية السورية نحوها خلال هجوم شمال غرب سوريا 2020.  تم استهدافه بضربات جوية من قبل القوات الجوية السورية بعد ساعات قليلة من بنائه.

## فيديوهات
- كتيبة حذيفة الخطيب تقطع اسلاك اتصالات مطار تفتناز العسكري نسخة محفوظة 4 مارس 2016 على موقع واي باك مشين..
- مطار تفتناز العسكري- الطائرات تقوم بمهام عسكرية رغم انتهاء مهلة عنان على يوتيوب.
- استنفار داخل مطار تفتناز العسكري إثر انشقاق عشرة عساكر على يوتيوب.
- تدمير 10 مروحيات في هجوم على مطار تفتناز العسكري على يوتيوب.